# Große Arabische Wüste
Die Große Arabische Wüste (arabisch ٱلصَّحْرَاء ٱلْعَرَبِيَّة) ist eine Wüste in Westasien, die fast die gesamte Arabische Halbinsel bedeckt. Die Wüste erstreckt sich vom Jemen über den Persischen Golf und Oman bis nach Jordanien und den Irak über eine Fläche von 1.855.000 km². Sie ist die fünftgrößte Wüste der Welt und die größte in Asien. In ihr befindet sich Rub al-Chali ‚das leere Viertel‘, eine der größten zusammenhängenden Sandflächen der Welt. Sie ist eine Erweiterung der Wüste Sahara.
Gazellen, Oryxantilopen, Sandkatzen und Uromastyx sind nur einige der an die Wüste angepassten Arten, die in dieser extremen Umgebung überleben, die von roten Dünen bis hin zu tödlichem Treibsand alles bietet. Das Klima ist größtenteils trocken (in den meisten Gebieten regnet es etwa 100 mm pro Jahr, an einigen wenigen Stellen sogar nur 50 mm), und die Temperaturen schwanken zwischen großer Hitze und saisonalem Nachtfrost. Es ist Teil des Bioms der Dornstrauchsavanne und liegt in den biogeografischen Bereichen der Paläarktis (nördlicher Teil) und der Afrotropis (südlicher Teil).
Die Ökoregion Arabische Wüste weist eine geringe Biodiversität auf, obwohl hier einige endemische Pflanzen wachsen. Viele Arten, wie die Streifenhyäne, der Schakal und der Honigdachs, sind durch Jagd, Habitatverlust, die Überweidung durch Vieh und das Eindringen des Menschen in ihren Lebensraum ausgestorben. Andere Arten, wie die arabische Sandgazelle, wurden erfolgreich wieder angesiedelt und sind in Reservaten geschützt.

## Geografie
Die Wüste liegt hauptsächlich in Saudi-Arabien und bedeckt den größten Teil des Landes. Sie erstreckt sich auch auf den benachbarten Südirak, den Süden Jordaniens, das zentrale Katar, den größten Teil des Emirats Abu Dhabi in den Vereinigten Arabischen Emiraten, den westlichen Oman und den Nordosten des Jemen. Die Ökoregion umfasst auch den größten Teil der Sinai-Halbinsel in Ägypten und die angrenzende Negev-Wüste im Süden Israels.
Die Wüste Rub al-Chali ist ein Sedimentbecken, das sich entlang einer Südwest-Nordost-Achse über den Arabischen Schelf erstreckt. Auf einer Höhe von 1000 Metern gehen die Felslandschaften in die Rub al-Chali über, eine ausgedehnte Sandfläche, deren südlichster Punkt das Zentrum des Jemen durchquert. Der Sand liegt über Kies- oder Gipsebenen, und die Dünen erreichen maximale Höhen von bis zu 250 Metern. Bei den Sanden handelt es sich überwiegend um Silikate, die zu 80 bis 90 % aus Quarz und zum Rest aus Feldspat bestehen, dessen mit Eisenoxid beschichtete Körner die Sande orange, violett und rot färben.
Ein Korridor aus sandigem Terrain, der als Ad-Dahna-Wüste bekannt ist, verbindet die Nefud-Wüste (65.000 km²) im Norden Saudi-Arabiens mit der Rub al-Chali im Südosten. Der Tuwaiq-Steilhang ist ein 800 km langer Bogen, der Kalksteinklippen, Plateaus und Schluchten umfasst. Es gibt Brackwassersalzebenen, darunter die Treibsande von Umm al Samim. Die Wüste Rimal Al Wahiba liegt isoliert im Oman an der Ostküste.

## Klima
In der Arabischen Wüste herrscht ein subtropisches, heißes Wüstenklima, das dem Klima der Sahara (der größten heißen Wüste der Welt) ähnelt. Die Arabische Wüste ist eigentlich eine Ausdehnung der Sahara über die arabische Halbinsel. Sie ist überwiegend sehr trocken. In den meisten Gebieten fallen etwa 100 mm Regen pro Jahr. Im Gegensatz zur Sahara-Wüste gibt es in der Arabischen Wüste jedoch nur wenige hyperaride Gebiete, mit Niederschlägen von weniger als 50 mm pro Jahr. Die trockensten Gebiete erhalten nur 30 bis 40 mm Regen pro Jahr.
Die Sonnenscheindauer in der Großen Arabischen Wüste ist im weltweiten Vergleich sehr hoch: zwischen 2.900 Stunden (66,2 % der Tageslichtstunden) und 3.600 Stunden (82,1 % der Tageslichtstunden), in der Regel jedoch um 3.400 Stunden (77,6 % der Tageslichtstunden). Somit herrscht in der Region das ganze Jahr über ein klarer Himmel mit viel Sonnenschein, und es gibt nur selten bewölkte Perioden. Die Sichtbarkeit der Sterne bei Nacht ist aufgrund von Staub und Luftfeuchtigkeit relativ gering.
Die Temperaturen sind das ganze Jahr über hoch. Im Sommer liegen die durchschnittlichen Höchsttemperaturen in tief gelegenen Gebieten im Allgemeinen über 40 °C. In extrem niedrig gelegenen Gebieten, insbesondere am Persischen Golf (in Meeresnähe), können die Sommertemperaturen 48 °C erreichen. Die durchschnittlichen Tiefsttemperaturen im Sommer liegen in der Regel über 20 °C und können im Süden manchmal 30 °C überschreiten. In vielen Gebieten der Wüste wurden Rekordhöchsttemperaturen von über 50 °C erreicht, was teilweise darauf zurückzuführen ist, dass die Gesamthöhe der Wüste relativ niedrig ist.

## Flora und Fauna
In der Ökoregion Arabische Wüste gibt es etwa 900 Pflanzenarten. Die floristische Vielfalt des Rub'al-Khali ist sehr begrenzt. Es gibt nur 37 Pflanzenarten, von denen 20 im Hauptteil des Sandes und 17 an den äußeren Rändern vorkommen. Von diesen 37 Arten sind eine oder zwei endemisch. Die Vegetation ist sehr diffus, aber ziemlich gleichmäßig verteilt, mit einigen Unterbrechungen durch fast sterile Dünen. Typische Pflanzen sind Calligonum crinitum an Dünenhängen, Cornulaca arabica (ein Salzstrauch), Soda stocksii (ein Salzstrauch) und Cyperus conglomeratus. Weitere weit verbreitete Arten sind Dipterygium glaucum, Limeum arabicum und Zygophyllum mandavillei. Außer am äußeren Rand sind nur wenige Bäume zu finden (typischerweise Acacia ehrenbergiana und Prosopis cineraria). Weitere Arten sind die mehrjährige, holzige Calligonum comosum und einjährige Kräuter wie Danthonia forskallii.
Es gibt 102 einheimische Arten von Säugetieren. Zu den einheimischen Säugetieren gehören die Arabische Oryx (Oryx leucoryx), die Sandgazelle (Gazella marica), die Berggazelle (G. gazella), der Nubische Steinbock (Capra nubiana), der Arabische Wolf (Canis lupus arabs), die Gestreifte Hyäne (Hyaena hyaena), der Karakal (Caracal caracal), die Sandkatze (Felis margarita), der Rotfuchs (Vulpes vulpes) und der Kaphase (Lepus capensis). Der asiatische Gepard und der asiatische Löwe lebten früher in der Großen Arabischen Wüste. Die Ökoregion beherbergt 310 Vogelarten.

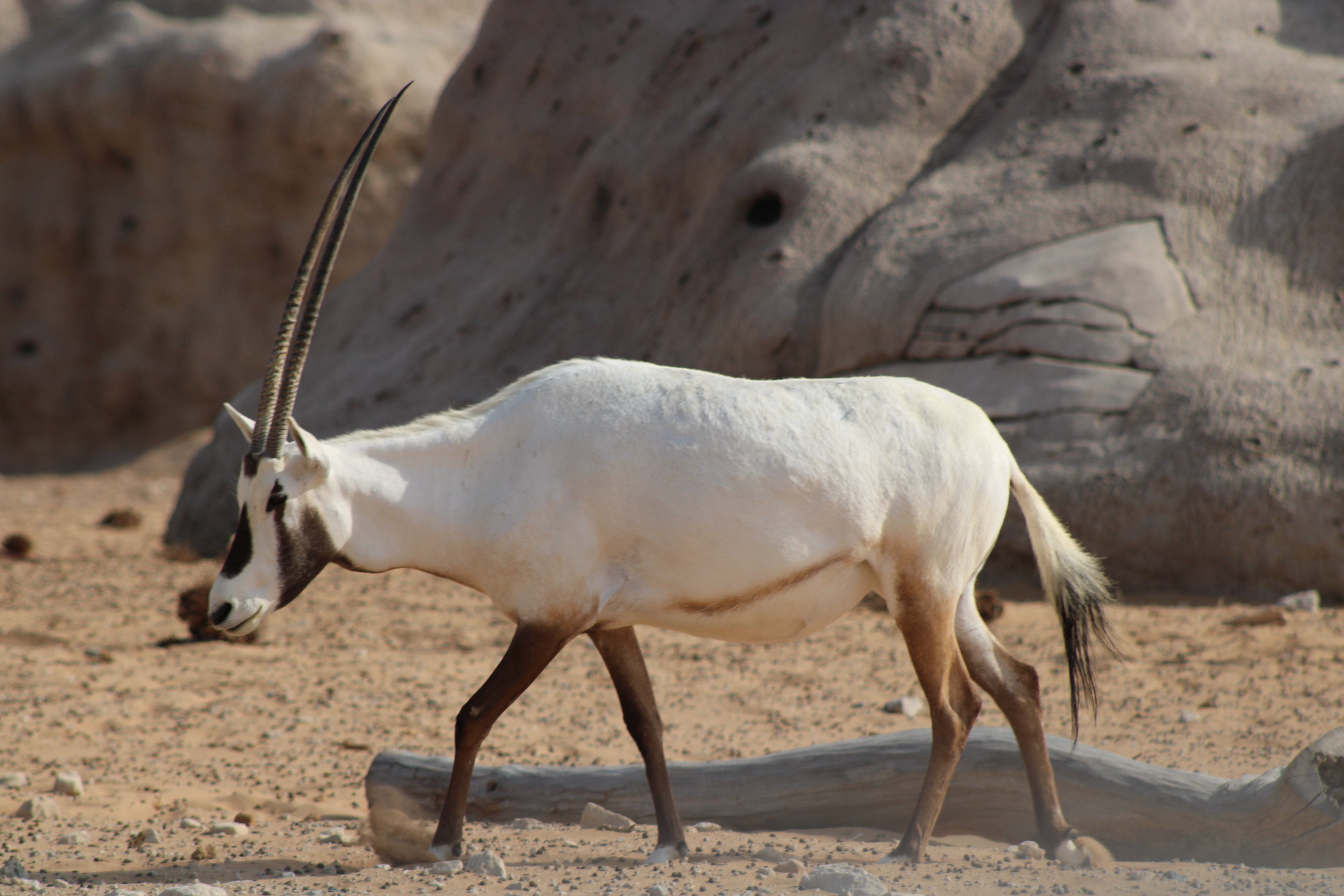
Arabische Oryx
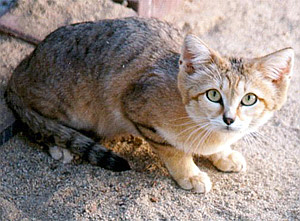
Sandkatze
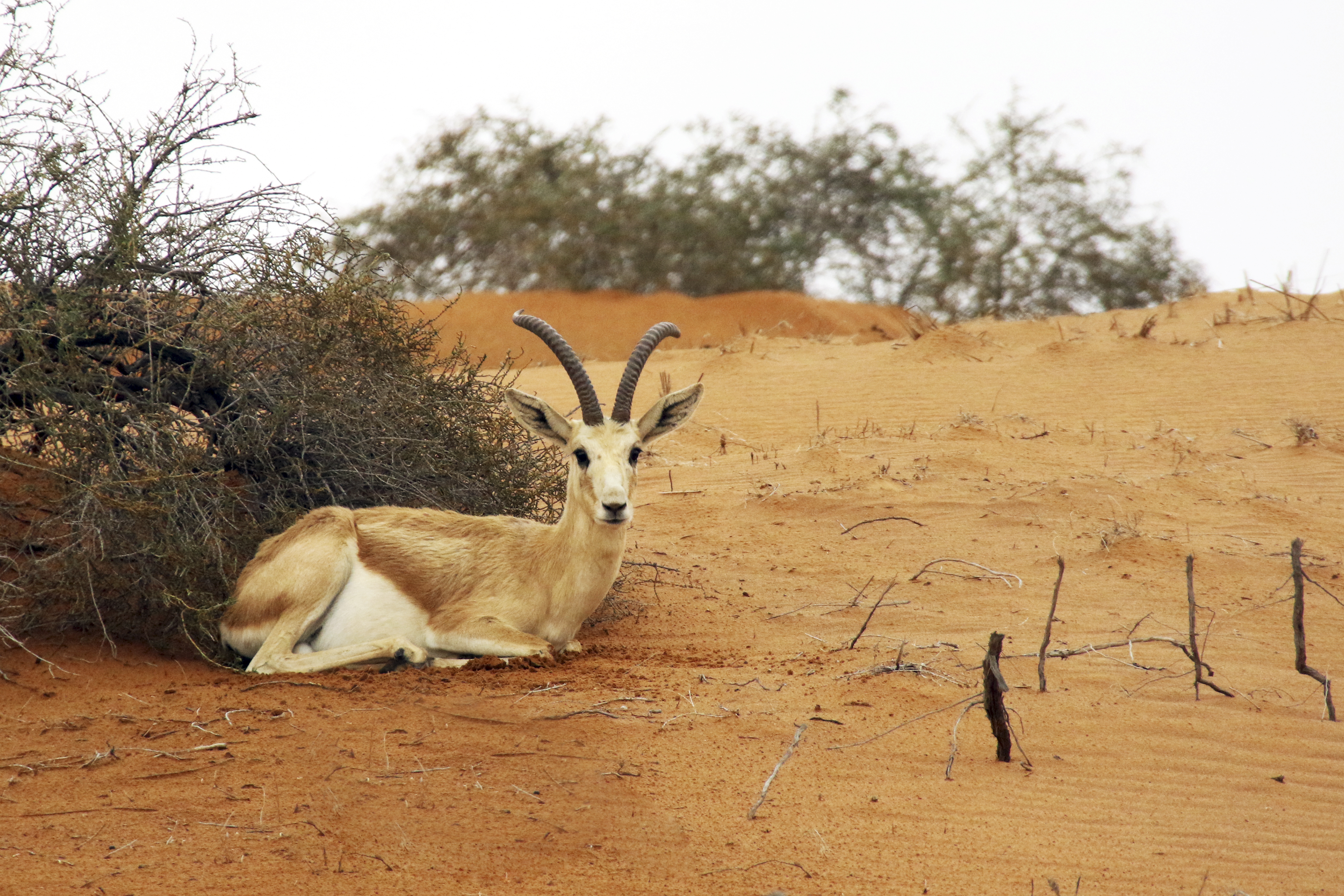
Sandgazelle
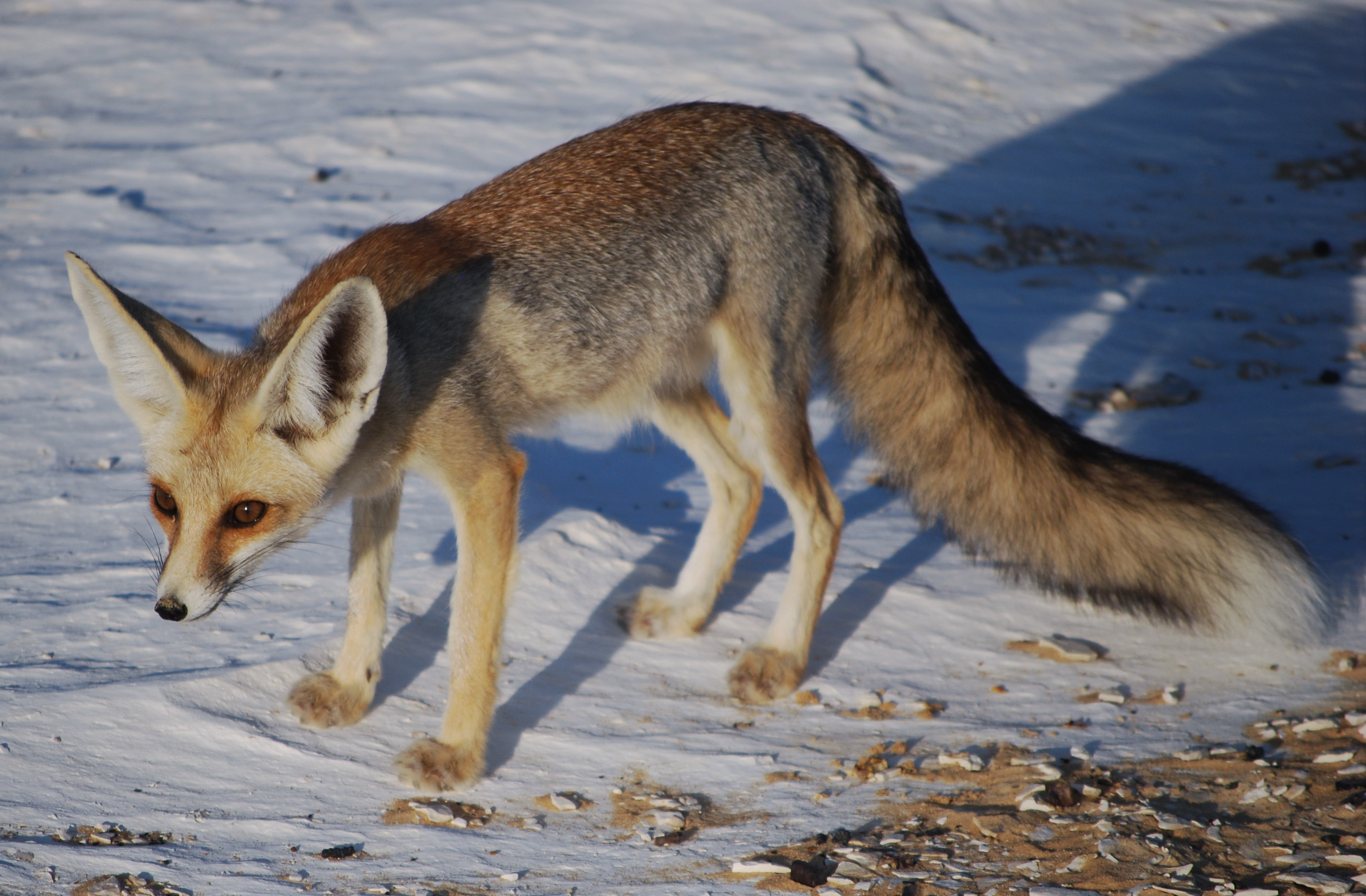
Sandfuchs

## Bevölkerung

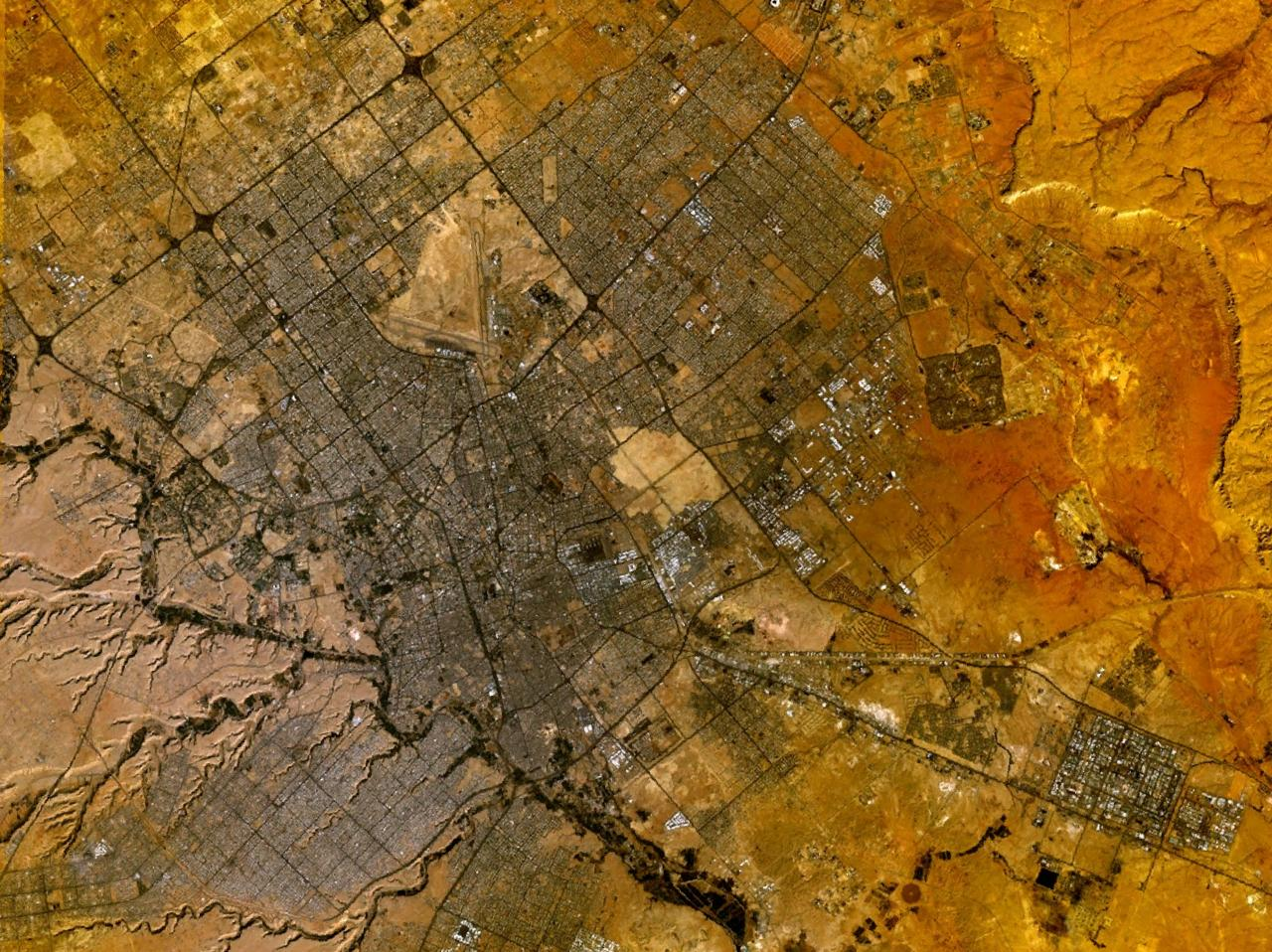
Die Millionenstadt Riad ist von Wüste umgeben

Das Gebiet beherbergt verschiedene Kulturen, Sprachen und Völker, wobei der Islam die vorherrschende Glaubensrichtung ist. Der Islam entstand im 7. Jahrhundert in der großen arabischen Wüste und im frühen 21. Jahrhundert war auf der arabischen Halbinsel eine konservative Form des Islams dominant. Die größte ethnische Gruppe in der Region sind die Araber, deren Hauptsprache Arabisch ist.
Obwohl der größte Teil der arabischen Halbinsel aus Wüste besteht, lebten hier 2020 knapp 90 Millionen Menschen. Mitten in der Wüste liegt Riad, die Hauptstadt Saudi-Arabiens, mit mehr als 7 Millionen Einwohnern (2022). Andere große Städte wie Dubai, Abu Dhabi oder Kuwait-Stadt liegen an der Küste des Persischen Golfs. Im 20. und frühen 21. Jahrhundert haben diese Städte ein rasantes Wachstum erfahren.

## Rohstoffe
Zu den natürlichen Ressourcen der Arabischen Wüste gehören Erdöl, Erdgas, Phosphate und Schwefel. Besonders reich an Erdöl sind der Osten Saudi-Arabiens, das Emirat Abu Dhabi und Katar. Die Region ist ein Zentrum der globalen Ölindustrie.

## Naturschutz
Zu den Bedrohungen für die Ökoregion gehören die Überweidung durch Vieh und verwilderte Kamele und Ziegen, die Wilderei und die Beschädigung der Vegetation durch das Fahren von Fahrzeugen über offenes Gelände. Der Erhaltungszustand der Wüste ist kritisch. In den VAE sind die Sandgazelle und die Oryxantilope bedroht und Honigdachs, Schakal und Streifenhyäne bereits ausgestorben.

### Geschützte Gebiete
4,37 % der Ökoregion befinden sich in Schutzgebieten. Die größten Naturschutzgebiete sind die Harrat al-Harrah Reserve (13.800 km²) im Norden Saudi-Arabiens und das Wildreservat ʿUrūq Banī Maʿārid (12.000 km²) am westlichen Rand des Rub al-Chali. Oryxantilopen und Sandgazellen wurden 1995 in dem Reservat wieder angesiedelt.